# تشيسوك

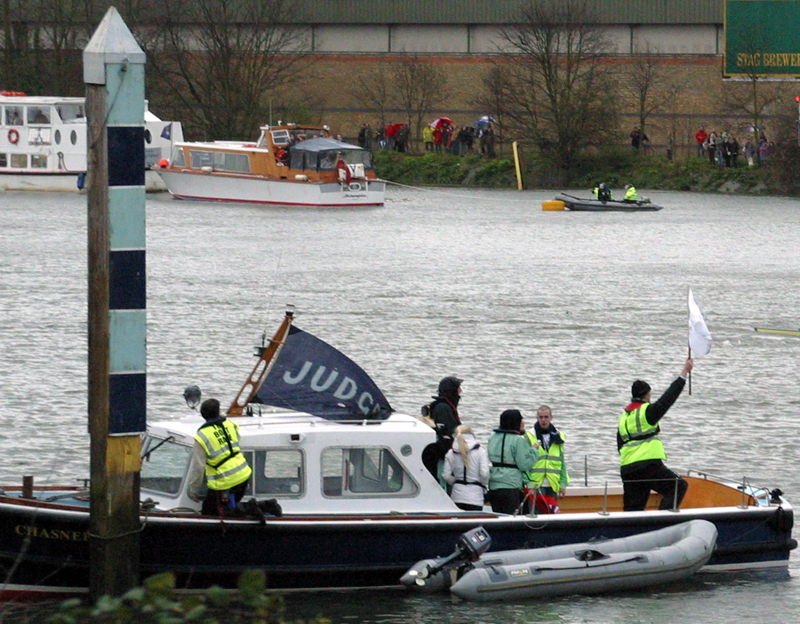
سباق القوارب عند جسر تشيسوك

تشيسوك (بالإنجليزية: Chiswick) هي منطقة غرب لندن، انكلترا، وجزء من هاونزلو ويوجد بها البيت للفنان الإنجليزي وليم هوجرت. وتعتبر موطن لعدة أندية من بينها سباق القوارب.
كانت المنطقة تاريخيا منطقة رعوية في مقاطعة ميدلسكس، مع الاقتصاد الزراعي وصيد الأسماك. وكان لها اتصالات جيدة مع لندن من وقت مبكر أصبحت تشيسوك يتزايد بها عدد السكان، وكجزء من نمو الضواحي لندن في أواخر القرن 19 وأوائل القرن 20 توسعت بشكل كبير. أصبحت بورو بلدية برينتفورد وتشيسوك في عام 1932 وشكلت جزءا من لندن الكبرى منذ عام 1965،

## أعلام
- هيلين ميرين
- ايموجين بوتس
- كينيث سميث
- وليام بيلي
- يان جيلان
- ألفرد دبليو. كرافين
- جيمس دوغلاس، إيرل ال14 من مورتون
- جان شاردان
- باربرا بالمر
- آن ماري داف